# David F. Cutler
David Frederick Cutler PPLS (né en 1939) est un botaniste et anatomiste des plantes britannique.

## Biographie
David Cutler est né en 1939. Il fait ses études à l'Université de Leeds, BSc (Hons) 1962, et à l'Imperial College London, PhD 1965.
Cutler travaille comme anatomiste des plantes au Royal Botanic Gardens de Kew à partir de 1962. Il prend sa retraite en 1999 en tant que conservateur adjoint et chef de la section d'anatomie végétale, Jodrell Laboratory, Kew. Cutler dirige la revue "Annals of Botany", entre 1984 et 1990. Il occupe ensuite les postes de chercheur honoraire aux Royal Botanic Gardens, de professeur invité de botanique à l'Université de Reading et de conférencier honoraire à l'Imperial College de Londres,.
Cutler est président de la Linnean Society of London (2006–2009) et président de la Kew Guild (2003–2004). Il reçoit la Linnean Gold Medal en 1999, pour ses services exceptionnels à la Linnean Society. Jusqu'en 2020, il est président du «Comité de taxonomie et de systématique» et «Secrétaire à la stratégie» de la Linnean Society.
Ses recherches portent sur l'anatomie végétale pure et appliquée, notamment l'anatomie systématique des angiospermes, les aspects fonctionnels de la structure végétale et l'identification de matériel végétal fragmentaire.

### Publications
- Cutler, DF, Botha, E. & Stevenson, DW (2008) Plant Anatomy. An Applied approach, Blackwell Publishing
- Gregory, M. & Cutler, DF (eds) (2002) Anatomy of the Monocotyledons IX Acoraceae and Araceae, Oxford Science Publications.
- Fahn, A. & Cutler, DF (1992) Xerophytes. Encyclopedia of Plant Anatomy, vol. XIII.3. Gebruder Borntraeger.
- Cutler, DF & Richardson, IBK (1989) Tree Roots and Buildings, 2e édition, révisée, ouvrage de référence Scientifique et technique de Longman.